# XXL (Unternehmen)
XXL (OSE: XXL) ist eine norwegische börsennotierte Outdoor- und Sportartikelkette, die im Jahr 2000 gegründet wurde. XXL betreibt Filialen und verkauft seine Produkte online. Das Unternehmen ist nach Umsatz der größte und am schnellsten wachsende Sporteinzelhändler in Skandinavien. 2021 erwirtschaftete das Unternehmen mit 5000 Mitarbeitern einen Umsatz von 10 Mrd. NOK. Der Hauptsitz von XXL befindet sich in Oslo, Norwegen.

## Geschichte
XXL wurde im Jahr 2000 von Øivind Tidemandsen gegründet und eröffnete ein Jahr später sein erstes Geschäft im Zentrum von Oslo. Bis 2007 hatte XXL mit seinen acht Filialen in Norwegen einen Marktanteil von 8 % erreicht.
2010 wurde die Mehrheit der Unternehmensanteile an die Investmentgesellschaft EQT Partners veräußert. Tore und Øyvind Tidemandsen verdienten ca. 750 Millionen NOK aus dem Verkauf. Zu dieser Zeit hatte die Kette 14 Geschäfte und einen Online-Shop in Norwegen.
Nach dem Einstieg von EQT begann XXL zu internationalisieren und eröffnete noch im selben Jahr drei Geschäfte in Schweden. Bis 2013 hatte XXL 13 schwedische Geschäfte und erreichte dort einen Marktanteil von 7 %.
Im Jahr 2012 hatte XXL 18 Geschäfte in Norwegen und erreichte einen Marktanteil von 20 %. Im folgenden Jahr war XXL mit seinen 22 Geschäften, die 23,7 % des Marktes ausmachten, zum Marktführer in Norwegen geworden. Im Jahr 2018 hatte XXL einen Marktanteil von 33 %, gefolgt von G-Sport/G-MAX/Intersport mit 29 % auf dem zweiten Platz.
2014 trat XXL mit einem Geschäft in Vantaa in den finnischen Markt ein. Auch in Dänemark ist die Kette mit einem Onlineshop vertreten.
Am 3. Oktober 2014 wurde XXL zu einem Einführungspreis von 58 NOK an der Osloer Börse notiert. Das Unternehmen wurde so mit rund 8 Milliarden NOK bewertet.
2017 eröffnete XXL sein erstes Geschäft auf dem österreichischen Markt, im Einkaufszentrum Shopping City Süd in Wien. Anfang 2023 wurde der Rückzug aus Österreich bis Ende 2023 bekannt.